# ローマ・ゲットー

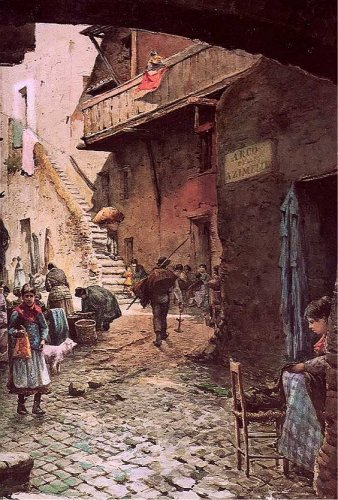
エットーレ・ロースラー・フランツ(it)の水彩画。1880年のローマ・ゲットーを描いている。

ローマ・ゲットー（伊：Ghetto di Roma）は、ローマのマルケッルス劇場やテヴェレ川の近く、サンタンジェロ(it)のポルティコ・ディ・オッタヴィア(it)、ルンゴテヴェレ・デ・チェンチ(it)、プログレッソ通り(Via del Progresso)、サンタ・マリア・デル・ピアント通り(Via di Santa Maria del Pianto)などに位置したゲットー（ユダヤ人隔離居住区）である。

## 歴史
もともとローマ教皇は他のヨーロッパの君主たちと同様にユダヤ人の金銭力を利用する代わりに彼らを保護するのが一般的だった。
しかし1555年5月に狂信的な反ユダヤ主義者だったパウルス4世が教皇に選出されると方針が転換された。彼はユダヤ教にはキリスト教を脅かす致命的影響力があると妄信しており、教皇に選出されてわずか二カ月後に勅書を出し、ローマのユダヤ人の隔離を命じた。ローマ・ユダヤ人は全員テヴェレ川の左岸に追いやられ、その区域は塀で囲まれた。
このゲットーをきっかけにして瞬く間に教皇領中にゲットーが作られた。以降の教皇も教皇領のユダヤ人をゲットーに押し込め、他の君主にも同じ処置を取るよう圧力をかけるのをユダヤ人政策の基本方針とするようになった。
ナポレオン・ボナパルト率いるフランス軍により教皇領が滅ぼされると、ローマ・ユダヤ人は市民解放を受け、ゲットーからも解放されたが、1814年のナポレオンの敗退で教皇領が復活してしまう。そして教皇はローマ・ゲットーを復古させた。
教皇領がイタリア王の支配下に入った1859年にすでに他のイタリア領で認められていたユダヤ人の市民権がローマのユダヤ人にも認められた。しかしローマ・ゲットーは、1885年まで存続し、これは西ヨーロッパのゲットーで最も遅い解放であった。